# Johannes Harviken
Johannes Harviken, detto Johs (Elverum, 6 aprile 1943), è un ex fondista norvegese.

## Palmarès

### Olimpiadi invernali
- Argento a Sapporo 1972 nella staffetta 4x10 km.
- Bronzo a Sapporo 1972 nei 30 km.